# Synaphobranchus affinis
Synaphobranchus affinis е вид змиорка от семейство Synaphobranchidae. Видът не е застрашен от изчезване.

## Разпространение и местообитание
Разпространен е в Австралия, Ангола, Ангуила, Антигуа и Барбуда, Аруба, Бахамски острови, Бенин, Британски Вирджински острови, Габон, Гана, Гвинея-Бисау, Гренада, Демократична република Конго, Доминика, Доминиканска република, Екваториална Гвинея, Камерун, Китай, Коморски острови, Кот д'Ивоар, Куба, Либерия, Мадагаскар, Мартиника, Монсерат, Нигерия, Нова Зеландия, Папуа Нова Гвинея, Провинции в КНР, Реюнион, САЩ (Хавайски острови), Сейнт Винсент и Гренадини, Сейнт Китс и Невис, Сейнт Лусия, Тайван, Того, Тринидад и Тобаго, Хаити, Чили, Южна Африка, Ямайка и Япония.
Обитава океани и морета в райони с тропически и умерен климат. Среща се на дълбочина от 104 до 1704,5 m, при температура на водата от 3 до 11,7 °C и соленост 34,4 – 35,7 ‰.

## Описание
На дължина достигат до 1,6 m.
Популацията на вида е стабилна.